# هنري برنارد (مهندس معماري)
هنري برنارد (بالفرنسية: Henry Bernard)‏ هو مهندس معماري فرنسي، ولد في 21 فبراير 1912 في ألبيرفيل في فرنسا، وتوفي في 10 ديسمبر 1994 في باريس في فرنسا.